# Sentonščina
Sentonščina (francosko saintongeais) je romanski jezik, ki spada v skupino oilskih jezikov (langues d'oïl). Govori se ga v Franciji v pokrajini Saintonge. Dolgo so sentonški jezik videli kot narečje poatevinščine, od leta 2010 pa je priznan kot ločen jezik. Govori ga še vsaj četrtina prebivalcev departmajev Charente-Maritime in Charente, se pravi okoli 250.000 prebivalcev. 
1. ↑  Hammarström, Harald; Forkel, Robert; Haspelmath, Martin; Bank, Sebastian (24. maj 2022). »Oil«. Glottolog. Max Planck Institute for Evolutionary Anthropology. Arhivirano iz spletišča dne 8. oktobra 2022. Pridobljeno 7. oktobra 2022.